# Gomes Freire de Andrade
Gomes Freire de Andrade e Castro, Gomes Freire de Andrade (ou, simplesmente, Gomes Freire) CvC (Viena, 27 de janeiro de 1757 – Oeiras, Oeiras e São Julião da Barra, Forte de São Julião da Barra, 18 de outubro de 1817), foi um general português.

## Biografia
Era filho de António Ambrósio Pereira Freire de Andrade e Castro (? – 11 de Novembro de 1770), embaixador representante de Portugal na corte austríaca, e de sua mulher Maria Anna Elisabeth, Condessa Schaffgotsch e Baronesa von und zu Kynast und Greiffenstein (9 de Outubro de 1738 – 27 de Novembro de 1787), vinda de uma antiga e ilustre família nobre da Boémia e ainda parente da segunda mulher do Marquês de Pombal.
Teve a educação que na época se costumava dar aos filhos da nobreza. Foi educado e residente em Viena até 1780. Seu pai, António Ambrósio Pereira Freire de Andrade e Castro, fora um ótimo colaborador do marquês de Pombal na campanha contra a Companhia de Jesus, sendo o filho Gomes Freire enviado, então, para Portugal, para onde veio com 24 anos de idade, em Fevereiro de 1781, já com o grau de Cavaleiro da Ordem de Cristo.
Destinado à carreira militar, assentou praça de cadete no regimento de Peniche, sendo em 1782 promovido a alferes. Passou à carreira naval na Armada Real, embarcando em 1784 na esquadra que foi auxiliar as forças navais espanholas de Carlos III de Espanha no bombardeamento de Argel.
Regressou a Lisboa em setembro, promovido a tenente do mar da Armada Real, e em abril de 1788 voltou à carreira do exército e ao antigo regimento no posto de sargento-mor.
Tendo alcançado licença para servir como voluntário no exército de Catarina II, em guerra contra a Turquia, partiu para a Rússia em 1788. Em São Petersburgo terá conquistado as maiores simpatias na corte e da própria imperatriz. Na campanha de 1788-1789, comandada pelo príncipe Potemkin, ter-se-á distinguido em várias campanhas nas planícies do rio Danúbio, na Guerra da Crimeia e sobretudo no cerco de Oczakow, alegadamente o primeiro a entrar na frente do regimento quando a praça se rendeu, a 17 de outubro de 1788, depois de cerco prolongado. Na hora das condecorações esqueceram-se dele, negando-lhe a Comenda da Ordem de São Jorge. Mas ele protesta, pede atestados de heroísmo ao coronel Markoff, e a imperatriz condescende atribuindo-lhe o posto de coronel do seu exército, que em 1790 lhe foi confirmado no exército português, mesmo ausente.
Foi iniciado na Maçonaria antes de 1785, quer provavelmente em Viena na Loja Zur gekrönten Hoffnung (À Esperança Coroada), a cujo quadro pertencia, juntamente com Wolfgang Amadeus Mozart, em 1790, quer na Loja La Bienfaisance (A Benfasença), de Lyon, com o nome simbólico de Porset (?). Em Portugal, pertenceu à Loja Regeneração, da qual foi Venerável Mestre.
Depois, na esquadra do príncipe de Nassau, salva-se milagrosamente durante a batalha naval de Svensksund, quando os canhões suecos fazem ir a pique a "bateria flutuante" que ele comandava. Perdeu-se toda a tripulação, mas Gomes Freire conseguiu salvar-se, acabando por receber o hábito de São Jorge, uma das Ordens mais importantes da Rússia, não das mãos da imperatriz, como se tem dito, mas sim das do príncipe de Nassau, em nome da imperatriz. Houve rumores de simpatia e entusiasmo da imperatriz por Freire de Andrade, aparentemente confirmado pelas desinteligências entre ele e o príncipe de Potemkin, favorito conhecido.
Serviu, ainda, no Exército Prussiano de 1792 a 1793, contra a França.
Voltou a Lisboa em 1793, nomeado coronel do regimento do marquês das Minas, prestes a embarcar para a Catalunha, na divisão que Portugal enviava auxiliar a Espanha contra a República Francesa e a que chegou a 11 de novembro de 1793, seguindo por terra. Nesta expedição iam estrangeiros no Estado-Maior: o duque de Northumberland, general e par de Inglaterra, o príncipe de Luxemburgo Montmorency, o conde de Chalons, o conde de Liautaud. O Regimento de Freire de Andrade e o de Cascais ocuparam a povoação de Rebós, na sua linha de batalha, correndo logo às trincheiras da ponte de Ceret, onde o exército espanhol estava a ponto de capitular. A acção do Regimento terá sido brilhante, apesar do mau desempenho de Gomes Freire de Andrade, carregando os Franceses com brio em combate a 26 de novembro de 1793. Em Arles, acampou em quartéis de inverno seu Regimento e o de Cascais, que constituíam a 2.ª Brigada, comandada por ele. Segundo Latino Coelho, começa aí a evidenciar-se o espírito indisciplinado e irrequieto de Gomes Freire; desordeiro e intrigante, "o animo altivo do coronel, avesso, como era a toda a sujeição, difundia na divisão auxiliar o fermento da indisciplina" 
Mas apesar das vitórias do exército hispano-português sobre os republicanos da Convenção, a guerra do Roussillon ia tornar-se armadilha, os Espanhóis tinham 18 mil feridos em hospitais e os Portugueses mil homens fora de combate, enquanto os Franceses recebiam constantes reforços. A 29 de abril de 1794 o general Dugommier atacou a esquerda do exército espanhol, composta de corpos da divisão portuguesa, que sustentou o fogo do romper da manhã às 14 h, salvando o exército espanhol.
De regresso a Lisboa, em 1795, foi promovido a Marechal-de-Campo.
Em 1801, participou na chamada Guerra das Laranjas contra a Espanha, distinguindo-se uma vez mais, e, sendo já Maçom de prestígio, realiza-se e reúne-se em sua casa a grande assembleia que levou à organização definitiva da Maçonaria Portuguesa, com a posterior criação do Grande Oriente Lusitano, em 1802, sendo logo eleito como um dos seus principais dignitários.
Entre 1801 e 1807, desempenhou papel de certo relevo, aderindo ao "Partido Inglês" contra a influência da França, e chegando a ser preso, em 1803, por tumultos dos quais o julgaram instigador.
Regressado a Portugal, depois da ocupação de Portugal pelos Franceses, veio a integrar à frente a "Legião Portuguesa" criada por Jean-Andoche Junot e que, colocado sob o comando do marquês de Alorna, partiu para França em Abril de 1808, onde vem a ser recebido por Napoleão Bonaparte no dia 1 de Junho. Combateu em Espanha, Alemanha, Suíça, Áustria e Polónia e participou na campanha da Rússia, até 1813. Foi, ainda, Governador Militar de Danzigue em 1812, de Jena em 1813, e de Dresden em 1813, na Alemanha, e Doutor Honoris Causa pela Universidade de Jena em 1813. Esteve preso, e passou a França e à Grã-Bretanha e Irlanda, regressando, finalmente, a Portugal, em Maio de 1815, onde, depois de estar novamente preso, o declararam inocente, embora sem o reintegrarem no Exército.
Entretanto, fez parte da Loja Militar Portuguesa Chevaliers de la Croix (Cavaleiros da Cruz), instalada em Grenoble, entre 1808 e 1813, e veio a ser o 5.º Grão-Mestre do Grande Oriente Lusitano, de 1815 ou 1816 a 1817, cargo que desempenhava ao ser preso e executado.

### Acusação
Cheio de prestígio, partidário das ideias liberais, foi, naturalmente, encarado como chefe do movimento contra a influência inglesa e o regime absoluto, embora não tivesse participado activamente em qualquer conspiração.
Libertado Portugal da ocupação das tropas francesas, e após a derrota de Napoleão, Freire de Andrade, ao regressar a Portugal, veio a ser preso, implicado e acusado de liderar uma conspiração em 1817 contra a monarquia de Dom João VI, em Portugal continental representada pela Regência, então sob o governo militar britânico do marechal William Carr Beresford.
Foi, em Maio desse ano, detido, preso, tratado como um criminoso, conhecendo, apenas, um simulacro de julgamento, no qual foi seu advogado de defesa Filipe Arnaud de Medeiros, e condenado à morte e enforcado (embora tenha pedido para ser fuzilado) junto ao Forte de São Julião da Barra, em Oeiras, por crime de traição à Pátria junto com outras onze pessoas: o coronel Manuel Monteiro de Carvalho, os majores José Campelo de Miranda e José da Fonseca Neves e mais oito oficiais do Exército. Essa data, 18 de Outubro, foi, durante mais de um século, dia de luto na Maçonaria Portuguesa. Ainda hoje o seu nome é venerado como um dos grandes maçons e mártires da Liberdade de todos os tempos, tendo sido numerosas as lojas crismadas com o seu nome e abundantes os iniciados que o escolheram como nome simbólico. Ficou na História como símbolo dos mártires da Liberdade.
Após o julgamento e execução do tenente-general e outros, Beresford deslocou-se ao Brasil para pedir mais poderes. Havia pretendido suspender a execução da sentença até que fosse confirmada pelo soberano mas a Regência, "melindrando-se de semelhante insinuação como se sentisse intuito de diminuir-se-lhe a autoridade, imperiosa e arrogante ordena que se proceda à execução imediatamente".
Este procedimento da Regência e de Lord Beresford, comandante em chefe britânico do Exército português e regente de facto do reino de Portugal, levou a protestos e intensificou a tendência anti-britânica, o que conduziu o país à Revolução do Porto e à queda de Beresford (1820), impedido de desembarcar em Lisboa ao retornar do Brasil, onde conseguira de D. João VI maiores poderes. 
Foi impressa uma nota de 100$00 Chapa 4 de Portugal com a sua imagem.

## Obras de Gomes Freire de Andrade
- 1795 – Mémoire raisonnée sur la retraite de l'armée combinée espagnole et portugaise au Roussillon, effectuée sous les ordres du Comte de l'Union le Ier Mai 1794 avec un exposé des premiéres opérations de la campagne par G..... F..... Officier au Service de Portugal, [S.l. : s.n.], 1795. Página de título -BNL
- 1806 – Ensaio sobre o methodo de organisar em Portugal o exercito, Lisboa, Nova Off. de João Rodrigues Neves, 1806.
- 1814 – Certificado passado por Gomes Freire de Andrade, atestando os bons serviços prestados pelo major Cândido José Xavier (1769-1833) como comandante do 2.a Regimento de Infanteria da Legião Portuguesa, a bravura demonstrada pelo mesmo nas campanhas de Wagram e da Rússia (1812), e o bom trabalho por ele realizado no Gabinete do ministro da Guerra (Manuscrito). Fait a Paris le 12 Septembre 1814.